# DB 407 sorozat

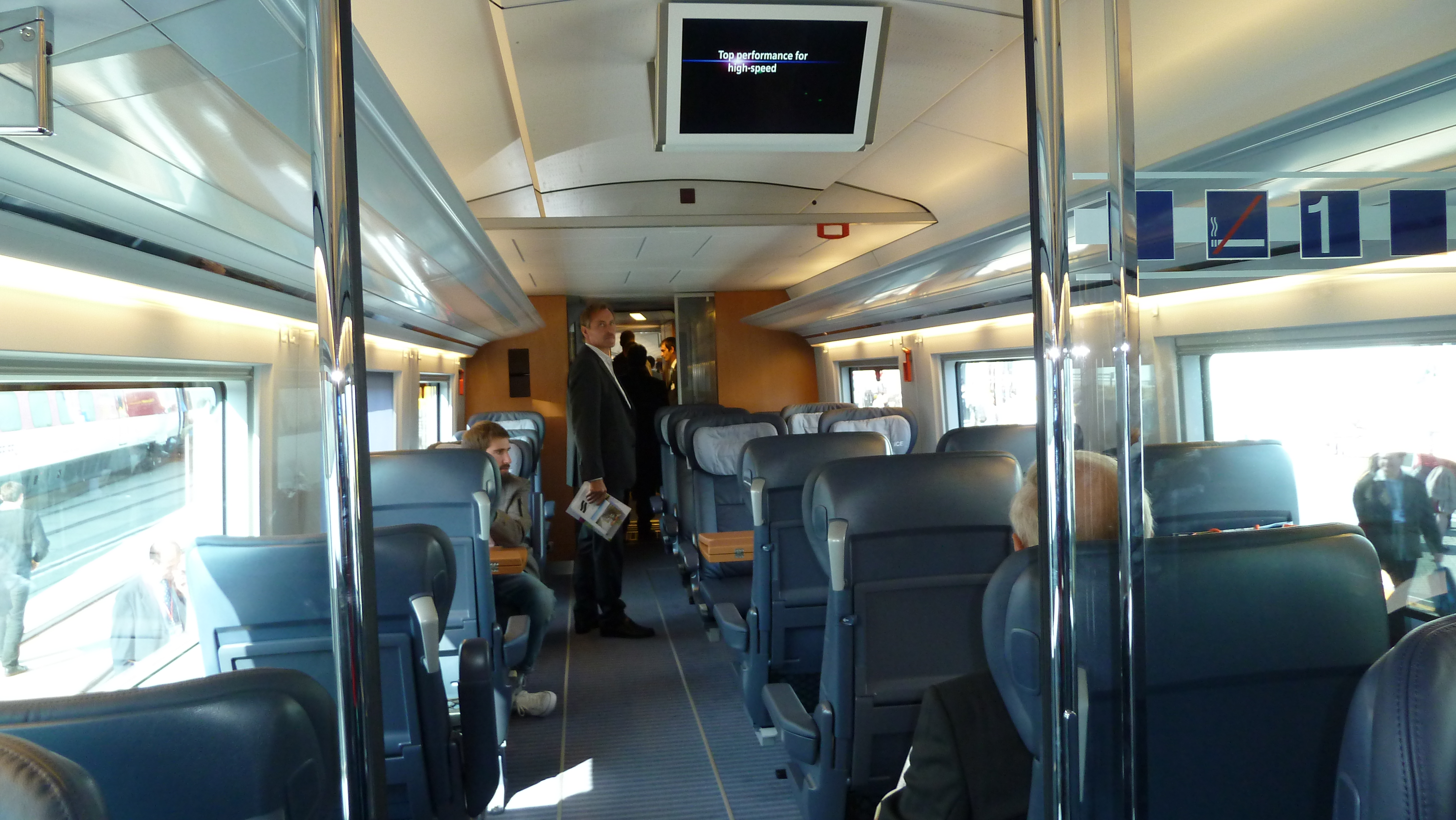
A motorvonat 1. osztályú utastere

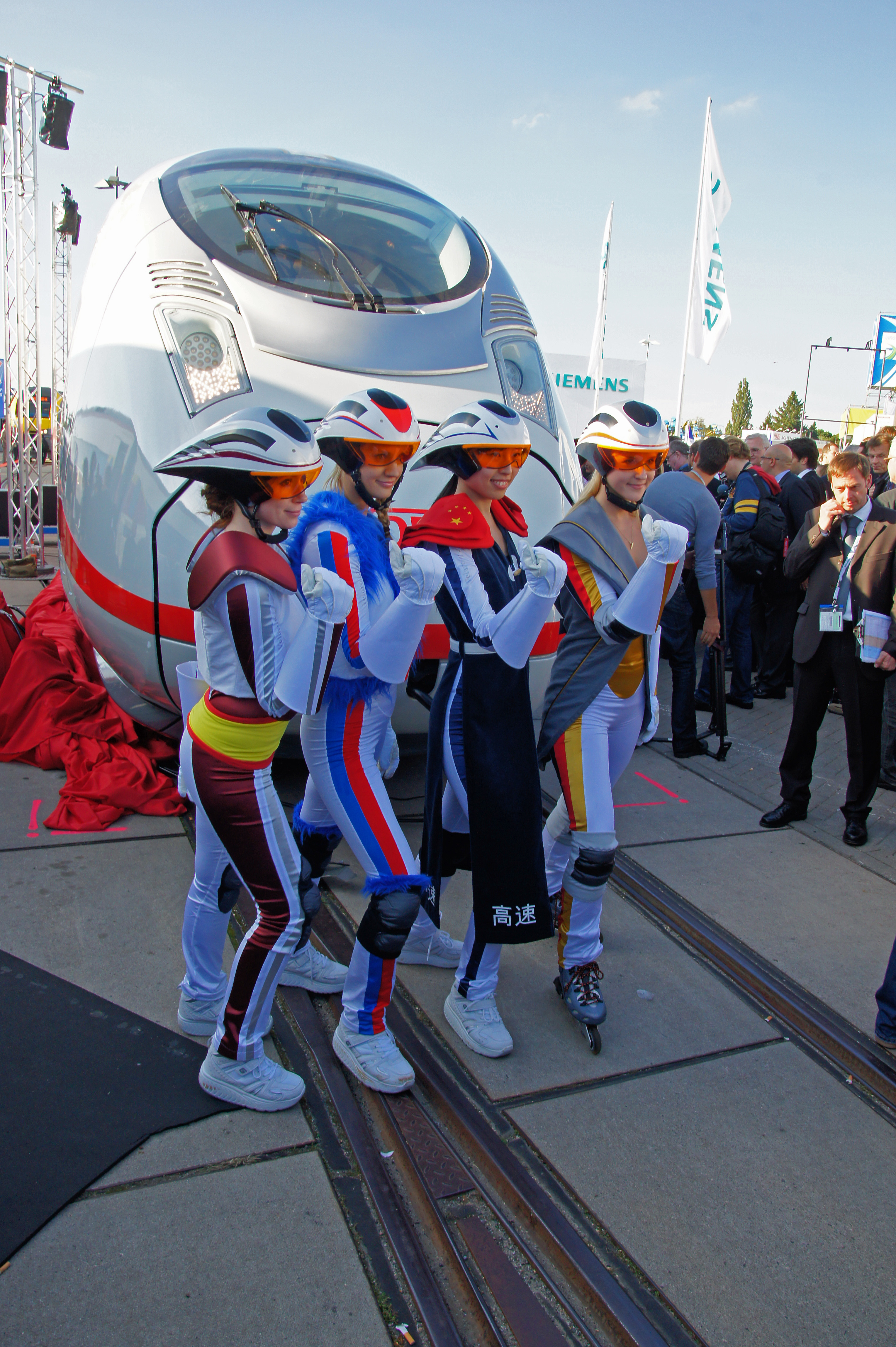
DB 407 sorozat hoszteszlányokkal az Innotrans kiállításon (A lányok balról jobbra haladva: spanyol, orosz, kínai, német)

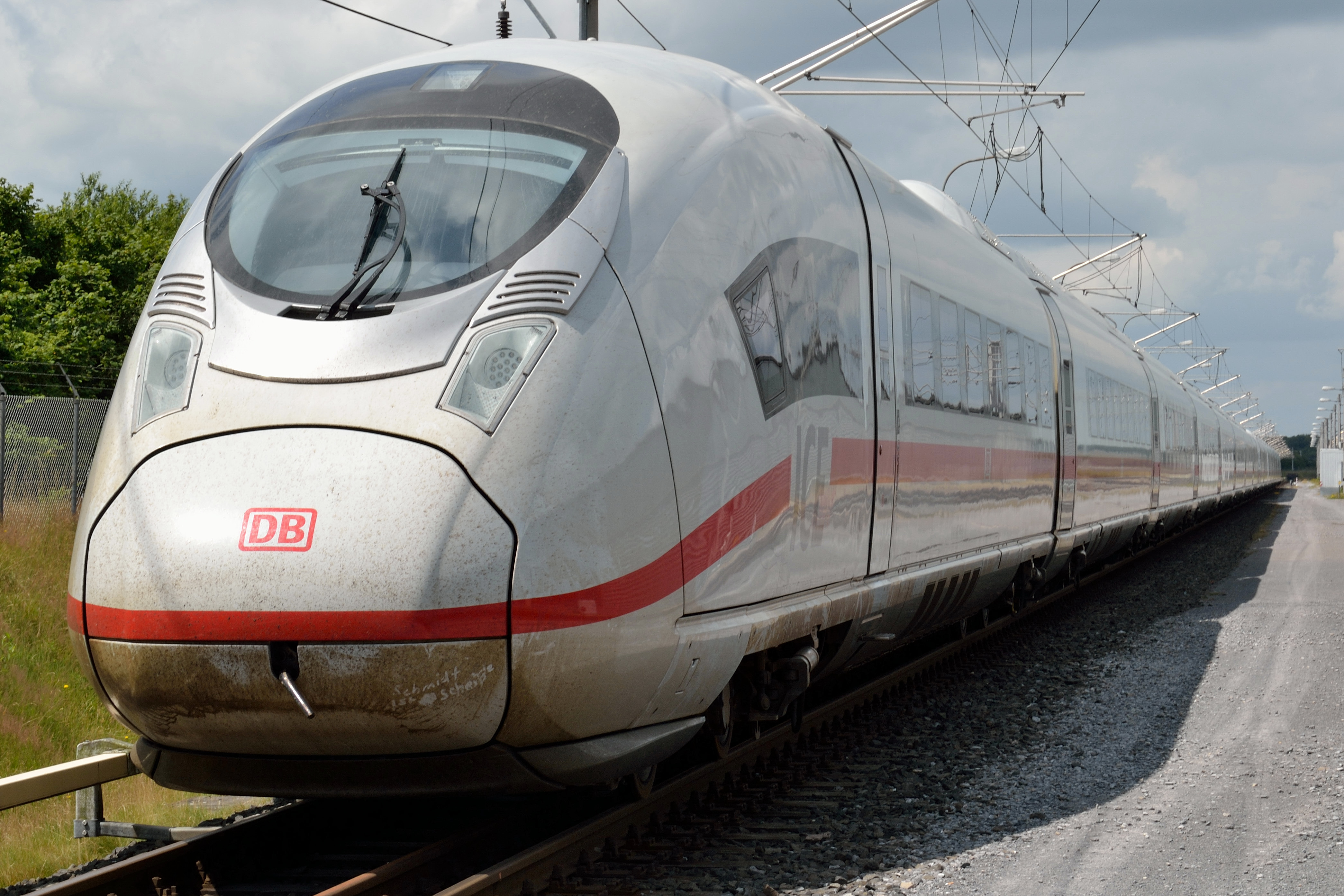
A motorvonat próbaüzemben

A DB 407 sorozat, vagy más néven a Siemens Velaro D a Siemens Mobility legújabb nagysebességű villamosmotorvonat-sorozata. A motorvonat a Siemens Velaro motorvonatcsaládra épül, németországi használatra. Tervezett darabszám: 16 motorvonat. A DB még 2008 decemberében 15 nyolcrészes, 460 ülőhelyes, 200 m hosszú nagysebességű vonatszerelvényt rendelt meg a Siemenstől, melyeket a cég 2011 3. negyedévétől szállít le.  A Velaro D négy-áramnemű kialakítása (15 / 25 kV AC és 1,5 / 3 kV DC) lehetővé teszi, hogy Németországon kívül Franciaországban, Belgiumban és Svájcban is közlekedhet.
A nemzetközi nagysebességű személyszállításban elért erős növekedés után, a Német Vasutak (DB) úgy döntött, tovább növeli, ICE 3 (406) flottáját. Az új ICE 3-sok 407-es néven ismertek, a DB saját hálózatán fognak üzemelni továbbá észak és kelet Franciaországban és Belgiumban, s első alkalommal dél-Franciaországban is.
Az 500 millió euró értékű megrendelés 2 000 munkahelyet biztosít csak Németországban. A vonatok gyártása jelenleg teljes erővel folyik. Az új ICE 3-nál az egyik fejlesztési cél a nagysebességű vonatok energiatakarékosabb kialakítása volt. Ennek érdekében a Siemens az alumínium korábbiaknál szélesebb körű alkalmazását tervezte meg. Az összesen 120 kocsiszekrény járművenként 190 alumíniumprofilból épül fel. A legnagyobbakból, a 21 méter hosszú, 650 kg tömegű alumínium elemekből az oldalfalak készülnek. A 2000 °C hőmérsékleten történő alumíniumhegesztés rendkívül nagy szakmai felkészültséget igényel. A kocsiszekrények 25 m hosszúak és nyers szerkezeti állapotban 10 tonnát nyomnak. Az előd-típusoknál áramvonalasabbra tervezett szerelvények halkabbak és energia-takarékosabbak is azoknál.

## Története
Alleo a neve annak a közös vállalkozásnak, mely a Párizs–München és a Párizs–Frankfurt am Main járatokat üzemelteti. Elég hamar siker sztori lett, mely arra késztette az SNCF-et és a DB-t is, hogy felvesse a lehetőségét egy nagysebességű vonal kiépítésének Strasbourg és Dijon között, hatékony kapcsolatot teremtve délnyugat-Németország és délkelet-Franciaország között, sőt, a későbbiekben a mediterrán térséggel is.
Világos volt, hogy ha a DB megjelenik a piacnak ezen szegmensén, több olyan vonatra lesz szüksége, mely a nemzetközi üzemeltetésnek megfelel. Így 2007 nyarán, 15 nagysebességű, többfeszültségű vonat legyártására írtak ki tendert. A Deutsche Bahn csoport gépészeti, és beszerzési részlegei határozott instrukciókat kaptak, hogy azokat a vonattípusokat részesítsék előnyben, melyek közül már szállítottak, vagy szállításra készen álltak abban az időben, ezzel bátorítva az ajánlattevőket. A tender kiírást üzemeltetési és kereskedelmi pályázati feltételekre alapozták, s egész Európában 2007 harmadik negyedévének végéig reklámozták.
Négy vezető európai gyártó jelezte érdeklődését és küldte el a teljes pályázati anyagát 2007 év végére. Ezekben hangsúlyozták, hogy a vonatok eleget tesznek a TSI-nek és alkalmasak négyáramrendszer használatára. 320 km/h sebességgel 25 kV, valamint 15 kV váltakozó áramú hálózaton, 1,5 kV és 3 kV egyenáramon pedig 220 km/h sebességgel kellett tudni közlekedniük. Lehetővé kellett tenni ezeknek a vonatoknak a futását a német, a francia és a belga vonalakon, további biztosítani kellett a lehetőségét annak, hogy a későbbiekben a svájci és/vagy a holland hálózatokon is közlekedhessenek. A Deutsche Bahn sikeresen kizárta a pályázati konzorciumok kialakulását, mindig is valódi versenyt szeretett volna a pályázók között. Lehetetlen lett volna az ilyen jellegű pályázók jegyzése kevesebb idő alatt, mint ami valójában meg volt engedve, és 2008 márciusára a DB így is rengeteg pályázatot kapott két vállalattól. Kiderült, hogy ezek a cégek megfelelő tárgyalási alapokat fektettek le: Egy dupla szintes vonatajánlat érkezett az Alstomtól hasonló vonatokkal mint a TGV 2N2, melyet „RGV 2N2”-nek kereszteltek, és egy hagyományos vonat a Siemenstől, melyet Velaro D-nek neveztek el. A DB-t igen rosszul érintette, hogy a másik két gyártó, melyek eredetileg érdeklődésüket fejezték ki, visszaléptek a tendertől. A tenderek átgondolása és az alternatívák felajánlása után, a két versenyzőt arra ösztökélte, hogy egymással versenytárgyalásokat kezdve vegyenek részt a megmérettetésen. Az intenzív tárgyalássorozat következtében, mely rendkívül nehéz időszak volt a felek számára, és mely idő alatt számos technikai részlet sikeresen le lett fektetve, a Siemens egyik ajánlatáról döntés született 2008 végére. Az előfeltételek közül a legfontosabb egy gyakorlatias, de precíz leírás megléte volt a kereskedelmi és technikai követelményekről.

## Felépítése
A kocsik padlójában, az oldalfalakban és a tető alatt bonyolult kábel- és vezetékrendszer van. Ezek látják el a vonatvezető mellett az utasokat is az aktuális információkkal. Az első és másodosztály egyaránt fel van szerelve  video-képernyőkkel. A fedélzeti hálózat a világítást, a klímaberendezést, a szellőztetést és a fűtést is kiszolgálja. A vasúti közlekedésben a biztonságot tökéletes irányítástechnikának kell garantálnia. A szerelvények összeállításánál és rendezésénél mindazonáltal előfordulhatnak ütközések. A szerelvény orrában rejtőző "crash'-modul célja az ütközési energia elnyelése, de egyben a javításokat gyorsabbá és olcsóbbá is teszi. A Velaro D számára az ICE 3 korábbi építési konstrukcióját átdolgozták és illesztették a legújabb fejlesztési eredményekhez. A Velaro D többáramnemű kialakítása biztosítja, hogy Németországon kívül Franciaországban, Belgiumban is közlekedhet, az ottani vasúthálózatok eltérő tápfeszültsége ellenére. Ezen kívül összekapcsolható lesz a korábban gyártott ICE 3-mal, ami a német vasúti menetrendbe való rugalmas beilleszthetőségét teszi lehetővé. Például egy ilyen szerelvény két egysége először együtt halad, majd egy közbenső állomáson a vonat szétválik, és a két ICE 3 két különböző útvonalon ill. célállomások felé folytathatja útját. Ez a rugalmasság az utasok számára is kedvező. Mint ahogy az is kedvező, hogy a Velaro keveset fogyaszt: utasonként 100 km-re mindössze 0,33 l benzin-egyenértéket. Szén-dioxid kibocsátása is ennek megfelelően alacsony szintű: a légi közlekedéshez képest 90%-kal kevesebb üvegházhatású gázzal szennyezi a légkört utaskilométerenként 320 km/h utazási sebesség mellett.
Az osztott hajtásnak köszönhetően a tengelyterhelése nem éri el a 17 tonnát, úgy, hogy minden második tengely hajtott.
A TSI (Technical Specification of Interoperability) szerint a vonathossz 200 m, mely dupla-trakció alkalmazásával 400 méterre bővíthető. Az össze- és szétcsatolás gyorsan megvalósítható, így a 400 méteres vonat egy köztes állomástól 2 vonatként folytathatja az útját, emellett az előd ICE 3-mal is csatlakoztatható.
A vonatokon a TCN (Train Communication Network) feladatát jellemzően egy félvonaton belül az MVB, a félvonatok és a trakciók között a standardizált WTB látja el. A fékrendszereket a felügyeleti rendszer vezérli, ez határozza meg, hogy adott esetben a pneumatikus vagy az energiavisszatermelő örvényáram fék milyen arányban kerül alkalmazásra.

### Általános jellemzők
Az egyik feltűnő pont az új vonattal kapcsolatban, hogy a legnagyobb sebességét 320 km/h-ra csökkentették (a 403 és 406-os ICE3-k 330 km/h-hoz képest). Továbbá a 406-ossal ellentétben a holland pályákra való alkalmassága egyelőre nem tervezett. Az ügyfél azt is hangoztatta röviddel a szállítási szerződés megkötésével, hogy az új vonatok képesek lesznek az SBB hálózatán üzemelni. A flexibilitás csak úgy, mint a felszereltség az alapját képezik az új vonatokkal szemben támasztott követelményeknek. Ez teszi lehetővé például, a csendes zónák felszereltségét és elhelyezését, az étkezőkocsiban elhelyezett külön csoportosított ülőhelyeket, vagy a kerekesszékes zónák megfelelő kialakítását. A DB ezekkel a lehetőségekkel élt, míg az új vonatok építési munkái meg nem kezdődtek, a tárolópolcok elrendezésére vonatkozó előírásokkal, a páholyos üléselrendezés részleteiről az egymással szembe néző székek pozicionálására, és a vendéglátó-ipari létesítményekre vonatkozóan.

### Belsőtér-elrendezés
A vonatok elrendezését illetően az egyik megjegyzendő változtatás az új modellben az ún. „várózónák” eltűnése rögtön a fülkék mögött. Most erre a területre összpontosították azokat a berendezéseket, melyek a kocsihoz és funkcióihoz tartoznak. Ez a megoldás előnyökkel szolgál a karbantartási munkálatok során. Ez az elrendezés lehetővé tette az automata vonatszabályozó eszközök által foglalt teljes térfogat optimalizálását, továbbá a jelentősen rövidebb kábelhosszok szintén növelték a tömegtakarékosságot a kocsivégeken.
Az elhatározás, hogy nélkülözzék a fülkés elrendezést mindkét osztályon lehetővé tette, hogy 444-re növekedjen a foglalható ülőhelyek száma mind a két motorvonatban (beleértve a 111 első osztályút plusz a 16 étkezőszéket). Az ülőhelymegosztás a 407-en százalékosan a következő 1. osztály 24%, másodosztály 72% (plusz 4% az étkezőben), mely sokban hasonló a 406 F (22% : 78%, étkező szék nélküli) modellhez. Az étkezőszékek egy első osztályú nyílt-szalonos kocsiban kaptak helyet. A kiszolgálózóna a következő kocsiban található hosszában, így megfelelő a tér a kerekes székeseknek és a kiszolgálópultnak.
Ez az első olyan kocsik egyike a Deutsche Bahn nagytávolságú vonatai között, melyet lifttel szeretlek fel a tolókocsisok részére. A vonat mindkét oldalán található egy kerekesszékbeemelő-lift 350 kg-os terhelhetőséggel, s különlegességük, hogy a legalacsonyabb peronmagasságon is képesek dolgozni (azaz 550 mm-el a sín felett). A lifteket a vonatszemélyzet működteti.
Egy megfelelően túlméretezett és speciális dizájnnal rendelkező univerzális WC szolgál a kerekes székben utazók rendelkezésére.
Az új vonatok vizuális megjelenése erősen hasonlít az ICE család korábbi tagjaira, noha az új ICE3 bonyolult és komoly modernizáción esett át. Egy jó példa erre, az utasok orientálása, ezzel a látássérült utasok mozgásának könnyebbé tétele volt a cél. Most már élvezhetik a braille feliratok által nyújtott lehetőségeket, amelyek először a modernizált ICE 1-ben a székeknél és a kocsi átjárójában, s most már a helyfoglalásban is segítenek.
Az utasok számára kialakított információs rendszer a szokásos információs tartalmat most a mennyezetre rögzített kijelzőkön közli, s ezt tetszés szerint lehet programozni fénykép-, film- vagy grafikus tartalmakra. A rendszer, mely ezeket a kijelzőket működteti, továbbfejlődött és továbbra is az utasok tájékoztatására (az alkalmas csatlakozások változásáról, késésekről, nemzetközi állomások vágányváltozásairól, vagy a vonat-szétkapcsolásokról) szolgálnak.